# Mexique aux Jeux olympiques d'été de 2020
Le Mexique participe aux Jeux olympiques de 2020 à Tokyo au Japon. Il s'agit de sa 24e participation à des Jeux d'été.

## Médaillés
| Sport         | Discipline                          | Athlète(s) | Performance          | Date       |
| ------------- | ----------------------------------- | --- | -------------------- | ---------- |
| Tir à l'arc   | Par équipes mixte                   | Luis Álvarez Alejandra Valencia | Turquie Victoire 6-2 | 24 juillet |
| Plongeon      | Haut-vol à 10 m synchronisé féminin | Gabriela Agúndez Alejandra Orozco | 299,70 points        | 27 juillet |
| Haltérophilie | Moins de 76 kg femmes               | Aremi Fuentes Zavala | 245 kg               | 1er août   |
| Football      | Tournoi masculin                    | Eduardo Aguirre, Érick Aguirre, Roberto Alvarado, Jesús Alberto Angulo, Ricardo Angulo, Uriel Antuna, Fernando Beltrán, Sebastián Córdova, José Esquivel, Sebastián Jurado, Diego Lainez, Vladimir Loroña, Luis Malagón, Henry Martín, César Montes, Adrián Mora, Guillermo Ochoa, Carlos Rodríguez, Luis Romo, Jorge Sánchez, Johan Vásquez, Alexis Vega | Japon Victoire 3-1   | 6 août     |

| Sport         |   |   |   | Total |
| ------------- | - | - | - | ----- |
| Football      | 0 | 0 | 1 | 1     |
| Haltérophilie | 0 | 0 | 1 | 1     |
| Plongeon      | 0 | 0 | 1 | 1     |
| Tir à l'arc   | 0 | 0 | 1 | 1     |
| Total         | 0 | 0 | 4 | 4     |

| Jour       |   |   |   | Total |
| ---------- | - | - | - | ----- |
| 24 juillet | 0 | 0 | 1 | 1     |
| 27 juillet | 0 | 0 | 1 | 1     |
| 1er août   | 0 | 0 | 1 | 1     |
| 6 août     | 0 | 0 | 1 | 1     |
| Total      | 0 | 0 | 4 | 4     |

| Sexe   |   |   |   | Total |
| ------ | - | - | - | ----- |
| Femmes | 0 | 0 | 2 | 2     |
| Hommes | 0 | 0 | 1 | 1     |
| Mixte  | 0 | 0 | 1 | 1     |
| Total  | 0 | 0 | 4 | 4     |

## Athlètes engagés
| Sport                 | Hommes | Femmes | Total |
| --------------------- | ------ | ------ | ----- |
| Athlétisme            | 12     | 8      | 20    |
| Aviron                | 0      | 1      | 1     |
| Badminton             | 1      | 1      | 2     |
| Baseball              | 24     | -      | 24    |
| Beach-volley          | 2      | 0      | 2     |
| Boxe                  | 1      | 2      | 3     |
| Canoë-kayak           | 0      | 1      | 1     |
| Cyclisme              | 2      | 4      | 6     |
| Équitation            | 3      | 1      | 4     |
| Escrime               | 1      | 0      | 1     |
| Football              | 22     | 0      | 22    |
| Golf                  | 2      | 2      | 4     |
| Gymnastique           | 1      | 3      | 4     |
| Haltérophilie         | 2      | 2      | 4     |
| Judo                  | 0      | 1      | 1     |
| Lutte                 | 1      | 1      | 2     |
| Natation              | 3      | 1      | 4     |
| Natation synchronisée | -      | 2      | 2     |
| Pentathlon moderne    | 2      | 2      | 4     |
| Plongeon              | 8      | 6      | 14    |
| Softball              | -      | 15     | 15    |
| Taekwondo             | 1      | 1      | 2     |
| Tennis                | 0      | 2      | 2     |
| Tir                   | 3      | 2      | 5     |
| Tir à l'arc           | 1      | 3      | 4     |
| Triathlon             | 2      | 2      | 4     |
| Voile                 | 2      | 2      | 4     |
| Total                 | 96     | 65     | 161   |

## Résultats

### Athlétisme
| Athlète              | Épreuve               | Série         | Série       | Demi-finale   | Demi-finale | Finale          | Finale   |
| Athlète              | Épreuve               | Temps         | Rang        | Temps         | Rang        | Temps           | Rang     |
| -------------------- | --------------------- | ------------- | ----------- | ------------- | ----------- | --------------- | -------- |
| Jesús Tonatiú López  | 800 m masculin        | 1 min 46 s 14 | 1er         | 1 min 44 s 77 | 3e          | Éliminé         | Éliminé  |
| Jesús Arturo Esparza | Marathon masculin     | Non disputé   | Non disputé | Non disputé   | Non disputé | 2 h 31 min 51 s | 74e      |
| Juan Joel Pacheco    | Marathon masculin     | Non disputé   | Non disputé | Non disputé   | Non disputé | 2 h 23 min 41 s | 65e      |
| José Luis Santana    | Marathon masculin     | Non disputé   | Non disputé | Non disputé   | Non disputé | 2 h 21 min 32 s | 56e      |
| Noél Chama           | 20 km marche masculin | Non disputé   | Non disputé | Non disputé   | Non disputé | 1 h 28 min 23 s | 38e      |
| Andrés Olivas        | 20 km marche masculin | Non disputé   | Non disputé | Non disputé   | Non disputé | 1 h 22 min 46 s | 11e      |
| Jesús Tadeo Vega     | 20 km marche masculin | Non disputé   | Non disputé | Non disputé   | Non disputé | 1 h 30 min 37 s | 42e      |
| Horacio Nava         | 50 km marche          | Non disputé   | Non disputé | Non disputé   | Non disputé | 4 h 19 min 0 s  | 44e      |
| José Leyver Ojeda    | 50 km marche          | Non disputé   | Non disputé | Non disputé   | Non disputé | 3 h 56 min 53 s | 15e      |
| Isaac Palma          | 50 km marche          | Non disputé   | Non disputé | Non disputé   | Non disputé | Abandon         | Abandon  |
| Paola Morán          | 400 m féminin         | 51 s 18       | 3e          | 51 s 6        | 5e          | Éliminée        | Éliminée |
| Laura Galvan         | 1 500 m féminin       | 4 min 8 s 15  | 12e         | Éliminée      | Éliminée    | Éliminée        | Éliminée |
| Laura Galvan         | 5 000 m féminin       | 15 min 0 s 16 | 11e         | Non disputé   | Non disputé | Éliminée        | Éliminée |
| Andrea Ramírez       | Marathon féminin      | Non disputé   | Non disputé | Non disputé   | Non disputé | Abandon         | Abandon  |
| Úrsula Sánchez       | Marathon féminin      | Non disputé   | Non disputé | Non disputé   | Non disputé | 2 h 45 min 45 s | 64e      |
| Daniela Torres       | Marathon féminin      | Non disputé   | Non disputé | Non disputé   | Non disputé | 2 h 47 min 15 s | 65e      |
| Alegna González      | 20 km marche féminin  | Non disputé   | Non disputé | Non disputé   | Non disputé | 1 h 30 min 33 s | 5e       |
| Ilse Guerrero        | 20 km marche féminin  | Non disputé   | Non disputé | Non disputé   | Non disputé | 1 h 45 min 47 s | 51e      |
| Valeria Ortuño       | 20 km marche féminin  | Non disputé   | Non disputé | Non disputé   | Non disputé | 1 h 41 min 50 s | 47e      |

| Athlètes       | Épreuve                    | Qualification | Qualification | Finale      | Finale  |
| Athlètes       | Épreuve                    | Performance   | Rang          | Performance | Rang    |
| -------------- | -------------------------- | ------------- | ------------- | ----------- | ------- |
| Edgar Rivera   | Saut en hauteur masculin   | 2,21 m        | 8e            | Éliminé     | Éliminé |
| Diego del Real | Lancer de marteau masculin | 75,17 m       | 10e           | Éliminé     | Éliminé |

### Aviron
| Athlète       | Compétition | Séries        | Séries | Repêchages  | Repêchages  | Quarts de finale | Quarts de finale | Demi-finales                  | Demi-finales | Finale                 | Finale |
| Athlète       | Compétition | Temps         | Rang   | Temps       | Rang        | Temps            | Rang             | Temps                         | Rang         | Temps                  | Rang   |
| ------------- | ----------- | ------------- | ------ | ----------- | ----------- | ---------------- | ---------------- | ----------------------------- | ------------ | ---------------------- | ------ |
| Kenia Lechuga | Skiff       | 7 min 54 s 21 | 2e     | Non disputé | Non disputé | 8 min 9 s 29     | 4e               | Demi-finale C/D 7 min 33 s 72 | 1re          | Finale C 7 min 43 s 55 | 16e    |

### Badminton
| Athlète         | Compétition   | Phase de groupes        | Phase de groupes            | Phase de groupes | 1/8e de finale   | Quarts de finale | Demi-finales     | Finale           | Finale   |
| Athlète         | Compétition   | Adversaire Score        | Adversaire Score            | Rang             | Adversaire Score | Adversaire Score | Adversaire Score | Adversaire Score | Rang     |
| --------------- | ------------- | ----------------------- | --------------------------- | ---------------- | ---------------- | ---------------- | ---------------- | ---------------- | -------- |
| Lino Muñoz      | Simple hommes | Ng Défaite 9-21, 10-21  | Cordón Défaite 14-21, 12-21 | 3e du gr. C      | Éliminé          | Éliminé          | Éliminé          | Éliminé          | Éliminé  |
| Haramara Gaitan | Simple dames  | Kim Défaite 14-21, 9-21 | Yeo Défaite 7-21, 10-21     | 3e du gr. K      | Éliminée         | Éliminée         | Éliminée         | Éliminée         | Éliminée |

### Baseball
| Phase de groupes                   | Phase de groupes  | Phase de groupes | Tour 1              | Repêchage 1      | Tour 2           | Repêchage 2      | Demi-finale      | Finale / 3e place | Finale / 3e place |
| Adversaire Score                   | Adversaire Score  | Rang             | Adversaire Score    | Adversaire Score | Adversaire Score | Adversaire Score | Adversaire Score | Adversaire Score  | Rang              |
| ---------------------------------- | ----------------- | ---------------- | ------------------- | ---------------- | ---------------- | ---------------- | ---------------- | ----------------- | ----------------- |
| République dominicaine Défaite 0-1 | Japon Défaite 4-7 | 3e               | Israël Défaite 5-12 | Éliminés         | Éliminés         | Éliminés         | Éliminés         | Éliminés          | 6e                |

### Beach-volley
| Athlètes                      | Tour préliminaire                      | Tour préliminaire               | Tour préliminaire           | Tour préliminaire | Repêchage        | 1/8e de finale             | Quarts de finale | Demi-finales     | Finale / 3e place | Rang |
| Athlètes                      | Adversaire Score                       | Adversaire Score                | Adversaire Score            | Rang              | Adversaire Score | Adversaire Score           | Adversaire Score | Adversaire Score | Adversaire Score  | Rang |
| ----------------------------- | -------------------------------------- | ------------------------------- | --------------------------- | ----------------- | ---------------- | -------------------------- | ---------------- | ---------------- | ----------------- | ---- |
| Josué Gaxiola José Luis Rubio | Krasilnikov / Stoyanovskiy Défaite 1-2 | Perušič / Schweiner Défaite 1-2 | Pļaviņš / Točs Victoire 2-0 | 3e                | -                | Alison / Álvaro Défaie 0-2 | Éliminés         | Éliminés         | Éliminés          | 9e   |

### Boxe
| Athlète          | Catégorie                 | 1/16e de finale     | 1/8e de finale       | Quart de finale     | Demi-finale         | Finale              | Rang |
| Athlète          | Catégorie                 | Adversaire Résultat | Adversaire Résultat  | Adversaire Résultat | Adversaire Résultat | Adversaire Résultat | Rang |
| ---------------- | ------------------------- | ------------------- | -------------------- | ------------------- | ------------------- | ------------------- | ---- |
| Rogelio Romero   | Mi-lourds hommes (-81 kg) | Exempté             | Plantić Victoire 4-1 | López Défaite 0-5   | Éliminé             | Éliminé             | 5e   |
| Esmeralda Falcón | Légers femmes (-60 kg)    | Nicoli Défaite 1-4  | Éliminée             | Éliminée            | Éliminée            | Éliminée            | 17e  |
| Brianda Cruz     | Welters femmes (-69 kg)   | Exemptée            | Jones Défaite 2-3    | Éliminée            | Éliminée            | Éliminée            | 17e  |

### Canoë-kayak
| Athlète       | Compétition | Séries   | Séries | Séries   | Séries | Séries   | Séries | Demi-finales | Demi-finales | Finale   | Finale |
| Athlète       | Compétition | Run 1    | Rang   | Run 2    | Rang   | Meilleur | Rang   | Temps        | Rang         | Temps    | Rang   |
| ------------- | ----------- | -------- | ------ | -------- | ------ | -------- | ------ | ------------ | ------------ | -------- | ------ |
| Sofía Reinoso | K-1 féminin | 132 s 89 | 22e    | 143 s 19 | 26e    | 132 s 89 | 23e    | 136 s 34     | 21e          | Éliminée | 21e    |

### Cyclisme

#### Sur piste
| Athlète                      | Compétition                   | Qualification        | Qualification | 32ème de finale          | Repêchages 1                      | 16ème de finale          | Repêchages 2             | 8ème de finale           | Repêchages 3             | Quarts de finale         | Demi-finales             | Finale Match de classement | Finale Match de classement |
| Athlète                      | Compétition                   | Temps Vitesse        | Rang          | Adversaire Temps Vitesse | Adversaire Temps Vitesse          | Adversaire Temps Vitesse | Adversaire Temps Vitesse | Adversaire Temps Vitesse | Adversaire Temps Vitesse | Adversaire Temps Vitesse | Adversaire Temps Vitesse | Adversaire Temps Vitesse   | Rang                       |
| ---------------------------- | ----------------------------- | -------------------- | ------------- | ------------------------ | --------------------------------- | ------------------------ | ------------------------ | ------------------------ | ------------------------ | ------------------------ | ------------------------ | -------------------------- | -------------------------- |
| Daniela Gaxiola              | Vitesse individuelle féminine | 10 s 682 67,403 km/h | 15e           | Zhong Défaite +0.087     | Bao Basova Défaite +0.027         | Éliminée                 | Éliminée                 | Éliminée                 | Éliminée                 | Éliminée                 | Éliminée                 | Éliminée                   | Éliminée                   |
| Yuli Verdugo                 | Vitesse individuelle féminine | 10 s 818 66,556 km/h | 19e           | Starikova Défaite +0.107 | McCulloch du Preez Défaite +0.041 | Éliminée                 | Éliminée                 | Éliminée                 | Éliminée                 | Éliminée                 | Éliminée                 | Éliminée                   | Éliminée                   |
| Daniela Gaxiola Yuli Verdugo | Vitesse par équipes femmes    | 33 s 097 54,386 km/h | 5e            | ROC Défaite 32 s 701     | Non disputé                       | Non disputé              | Non disputé              | Non disputé              | Non disputé              | Non disputé              | Non disputé              | Lituanie Défaite 33 s 168  | 6e                         |

| Athlète         | Compétition   | 1er tour | Repêchages | Quarts de finale | Demi-finales | Finale (1-6) ou classement (7-12) |
| Athlète         | Compétition   | Rang     | Rang       | Rang             | Rang         | Rang                              |
| --------------- | ------------- | -------- | ---------- | ---------------- | ------------ | --------------------------------- |
| Daniela Gaxiola | Keirin femmes | 2e       | Exempté    | 3e               | 4e           | 11e                               |
| Yuli Verdugo    | Keirin femmes | 5e       | 4e         | Éliminée         | Éliminée     | Éliminée                          |

#### Sur route
| Athlète     | Compétition     | Temps           | Rang |
| ----------- | --------------- | --------------- | ---- |
| Eder Frayre | Course en ligne | 6 h 15 min 38 s | 35e  |

| Athlète         | Compétition     | Temps   | Rang    |
| --------------- | --------------- | ------- | ------- |
| Lizbeth Salazar | Course en ligne | Abandon | Abandon |

#### VTT
| Athlète           | Compétition | Temps           | Rang |
| ----------------- | ----------- | --------------- | ---- |
| Gerardo Ulloa     | Hommes      | 1 h 30 min 57 s | 23e  |
| Daniela Campuzano | Femmes      | 1 h 22 min 50 s | 16e  |

### Équitation
| Athlète          | Cheval  | Compétition | Grand Prix | Grand Prix | Grand prix spécial | Grand prix spécial | Grand prix spécial | Grand prix libre | Grand prix libre | Grand prix libre | Total    | Total |
| Athlète          | Cheval  | Compétition | Score      | Rang       | Score              | Total              | Rang               | Score            | Total            | Rang             | Score    | Rang  |
| ---------------- | ------- | ----------- | ---------- | ---------- | ------------------ | ------------------ | ------------------ | ---------------- | ---------------- | ---------------- | -------- | ----- |
| Martha Del Valle | Beduino | Individuel  | 64,876     | 9e         | Éliminée           | Éliminée           | Éliminée           | Éliminée         | Éliminée         | Éliminée         | Éliminée | 51e   |

| Athlète                                         | Cheval                    | Compétition | Qualification | Qualification | Qualification | Qualification | Qualification | Finale    | Finale    | Finale    | Finale   | Finale   |
| Athlète                                         | Cheval                    | Compétition | Pénalités     | Pénalités     | Pénalités     | Temps         | Rang          | Pénalités | Pénalités | Pénalités | Temps    | Rang     |
| Athlète                                         | Cheval                    | Compétition | Saut          | Temps         | Total         | Temps         | Rang          | Saut      | Temps     | Total     | Temps    | Rang     |
| ----------------------------------------------- | ------------------------- | ----------- | ------------- | ------------- | ------------- | ------------- | ------------- | --------- | --------- | --------- | -------- | -------- |
| Eugenio Garza                                   | Armani SL Z               | Individuel  | 8.00          | 1.00          | 9.00          | 89.10         | 47e           | Éliminé   | Éliminé   | Éliminé   | Éliminé  | Éliminé  |
| Enrique González                                | Chacna                    | Individuel  | 4.00          | 4.00          | 8.00          | 101.53        | 44e           | Éliminé   | Éliminé   | Éliminé   | Éliminé  | Éliminé  |
| Manuel González                                 | Hortensia van de Leeuwerk | Individuel  | 12.00         | 0.00          | 12.00         | 88.23         | 55e           | Éliminé   | Éliminé   | Éliminé   | Éliminé  | Éliminé  |
| Eugenio Garza Enrique González Patricio Pasquel | Armani SL Z Chacna Babel  | Par équipes | -             | -             | 6             | -             | 16e           | Éliminés  | Éliminés  | Éliminés  | Éliminés | Éliminés |

### Escrime
| Athlète         | Compétition        | 1/32e de finale      | 1/16e de finale      | 1/8e de finale   | Quarts de finale | Demi-finales Classement 5-8 | Finale 3e place Classement 5e, 7e places | Rang |
| Athlète         | Compétition        | Adversaire Score     | Adversaire Score     | Adversaire Score | Adversaire Score | Adversaire Score            | Adversaire Score                         | Rang |
| --------------- | ------------------ | -------------------- | -------------------- | ---------------- | ---------------- | --------------------------- | ---------------------------------------- | ---- |
| Diego Cervantes | Fleuret individuel | Huang Victoire 15-14 | Lefort Défaite 11-15 | Éliminé          | Éliminé          | Éliminé                     | Éliminé                                  | 32e  |

### Football
| Compétition      | Phase de groupe     | Phase de groupe   | Phase de groupe             | Phase de groupe | Quart de finale           | Demi-finale                       | Finale / MB        | Finale / MB                         |
| Compétition      | Adversaire Score    | Adversaire Score  | Adversaire Score            | Rang            | Adversaire Score          | Adversaire Score                  | Adversaire Score   | Rang                                |
| ---------------- | ------------------- | ----------------- | --------------------------- | --------------- | ------------------------- | --------------------------------- | ------------------ | ----------------------------------- |
| Tournoi masculin | France Victoire 4-1 | Japon Défaite 1-2 | Afrique du Sud Victoire 3-0 | 2e              | Corée du Sud Victoire 6-3 | Brésil Défaite 0-0 (1-4 t. a. b.) | Japon Victoire 3-1 | Médaille de bronze, Jeux olympiques |

### Golf
| Athlète       | Compétition       | Scores | Scores | Scores | Scores | Total     | Rang |
| Athlète       | Compétition       | Jour 1 | Jour 2 | Jour 3 | Jour 4 | Total     | Rang |
| ------------- | ----------------- | ------ | ------ | ------ | ------ | --------- | ---- |
| Abraham Ancer | Épreuve masculine | 69     | 69     | 66     | 68     | 272 (-12) | T14  |
| Carlos Ortiz  | Épreuve masculine | 65     | 67     | 69     | 78     | 279 (-5)  | T42  |
| María Fassi   | Épreuve féminine  | 73     | 70     | 68     | 68     | 279 (-5)  | T23  |
| Gaby López    | Épreuve féminine  | 71     | 72     | 69     | 71     | 283 (-1)  | T38  |

### Gymnastique

#### Artistique
| Athlète       | Compétition      | Qualifications | Qualifications | Qualifications | Qualifications | Qualifications    | Qualifications | Qualifications | Qualifications | Finale   | Finale         | Finale   | Finale   | Finale            | Finale     | Finale  | Finale  |
| Athlète       | Compétition      | Appareil       | Appareil       | Appareil       | Appareil       | Appareil          | Appareil       | Total          | Rang           | Appareil | Appareil       | Appareil | Appareil | Appareil          | Appareil   | Total   | Rang    |
| Athlète       | Compétition      | Sol            | Cheval d'arçon | Anneaux        | Saut           | Barres parallèles | Barre fixe     | Total          | Rang           | Sol      | Cheval d'arçon | Anneaux  | Saut     | Barres parallèles | Barre fixe | Total   | Rang    |
| ------------- | ---------------- | -------------- | -------------- | -------------- | -------------- | ----------------- | -------------- | -------------- | -------------- | -------- | -------------- | -------- | -------- | ----------------- | ---------- | ------- | ------- |
| Daniel Corral | Concours général | 13,200         | 13,266         | 13,366         | 13,933         | 14,033            | 13,100         | 80,898         | 40e            | Éliminé  | Éliminé        | Éliminé  | Éliminé  | Éliminé           | Éliminé    | Éliminé | Éliminé |

| Athlète      | Compétition      | Qualifications | Qualifications      | Qualifications | Qualifications | Qualifications | Qualifications | Finale   | Finale              | Finale   | Finale   | Finale   | Finale   |
| Athlète      | Compétition      | Appareil       | Appareil            | Appareil       | Appareil       | Total          | Rang           | Appareil | Appareil            | Appareil | Appareil | Total    | Rang     |
| Athlète      | Compétition      | Saut           | Barres asymétriques | Poutre         | Sol            | Total          | Rang           | Saut     | Barres asymétriques | Poutre   | Sol      | Total    | Rang     |
| ------------ | ---------------- | -------------- | ------------------- | -------------- | -------------- | -------------- | -------------- | -------- | ------------------- | -------- | -------- | -------- | -------- |
| Alexa Moreno | Concours général | 14,833         | 12,566              | 11,066         | 12,333         | 50,798         | 55e            | Éliminée | Éliminée            | Éliminée | Éliminée | Éliminée | Éliminée |
| Alexa Moreno | Saut de cheval   | 14,633         | -                   | -              | -              | 14,633         | 8e             | 14,716   | -                   | -        | -        | 14,716   | 4e       |

#### Rythmique
| Athlète      | Qualification | Qualification | Qualification | Qualification | Qualification | Qualification | Finale   | Finale   | Finale   | Finale   | Finale   | Finale   |
| Athlète      |               |               |               |               | Total         | Rang          |          |          |          |          | Total    | Rang     |
| ------------ | ------------- | ------------- | ------------- | ------------- | ------------- | ------------- | -------- | -------- | -------- | -------- | -------- | -------- |
| Rut Castillo | 22,350        | 22,700        | 21,500        | 16,200        | 82,750        | 22e           | Éliminée | Éliminée | Éliminée | Éliminée | Éliminée | Éliminée |

#### Trampoline
| Athlète       | Compétition     | Qualifications | Qualifications | Finale | Finale |
| Athlète       | Compétition     | Score          | Rang           | Score  | Rang   |
| ------------- | --------------- | -------------- | -------------- | ------ | ------ |
| Dafne Navarro | Concours femmes | 99,850         | 8e             | 48,345 | 8e     |

### Haltérophilie
| Athlète        | Compétition    | Arraché  | Arraché | Épaulé-jeté | Épaulé-jeté | Total  | Rang |
| Athlète        | Compétition    | Résultat | Rang    | Résultat    | Rang        | Total  | Rang |
| -------------- | -------------- | -------- | ------- | ----------- | ----------- | ------ | ---- |
| Jonathan Muñoz | Moins de 67 kg | 135 kg   | 8e      | 163 kg      | 10e         | 298 kg | 10e  |
| Jorge Cárdenas | Moins de 73 kg | 145 kg   | 8e      | 175 kg      | 10e         | 320 kg | 11e  |

| Athlète              | Compétition    | Arraché  | Arraché | Épaulé-jeté | Épaulé-jeté | Total  | Rang                                |
| Athlète              | Compétition    | Résultat | Rang    | Résultat    | Rang        | Total  | Rang                                |
| -------------------- | -------------- | -------- | ------- | ----------- | ----------- | ------ | ----------------------------------- |
| Ana Gabriela López   | Moins de 55 kg | 90 kg    | 5e      | 105 kg      | 9e          | 195 kg | 9e                                  |
| Aremi Fuentes Zavala | Moins de 76 kg | 108 kg   | 4e      | 138 kg      | 3e          | 245 kg | Médaille de bronze, Jeux olympiques |

### Judo
| Athlète              | Compétition    | 1er tour                     | 2e tour             | Quart de finale     | Demi-finale         | Repêchage           | Finale              | Rang |
| Athlète              | Compétition    | Adversaire Résultat          | Adversaire Résultat | Adversaire Résultat | Adversaire Résultat | Adversaire Résultat | Adversaire Résultat | Rang |
| -------------------- | -------------- | ---------------------------- | ------------------- | ------------------- | ------------------- | ------------------- | ------------------- | ---- |
| Prisca Awiti Alcaraz | Moins de 63 kg | Gankhaich Bold Défaite 00-10 | Éliminée            | Éliminée            | Éliminée            | Éliminée            | Éliminée            | 17e  |

### Lutte
| Athlète       | Compétition  | Huitièmes de finale | Quarts de finale    | Demi-finales        | Repêchage           | Finale 3e place Classement | Rang |
| Athlète       | Compétition  | Adversaire Résultat | Adversaire Résultat | Adversaire Résultat | Adversaire Résultat | Adversaire Résultat        | Rang |
| ------------- | ------------ | ------------------- | ------------------- | ------------------- | ------------------- | -------------------------- | ---- |
| Alma Valencia | 57 kg femmes | Koblova Défaite 2-5 | Éliminée            | Éliminée            | Éliminée            | Éliminée                   | 11e  |

| Athlète       | Compétition | Huitièmes de finale    | Quarts de finale    | Demi-finales        | Repêchage           | Finale 3e place Classement | Rang |
| Athlète       | Compétition | Adversaire Résultat    | Adversaire Résultat | Adversaire Résultat | Adversaire Résultat | Adversaire Résultat        | Rang |
| ------------- | ----------- | ---------------------- | ------------------- | ------------------- | ------------------- | -------------------------- | ---- |
| Alfonso Leyva | 77 kg       | Chekhirkin Défaite 0-7 | Éliminé             | Éliminé             | Éliminé             | Éliminé                    | 15e  |

### Natation
| Athlète             | Épreuve            | Séries       | Séries      | Demi-finales | Demi-finales | Finale            | Finale  |
| Athlète             | Épreuve            | Temps        | Rang        | Temps        | Rang         | Temps             | Rang    |
| ------------------- | ------------------ | ------------ | ----------- | ------------ | ------------ | ----------------- | ------- |
| Gabriel Castaño     | 50 m nage libre    | 22 s 32      | 30e         | Éliminé      | Éliminé      | Éliminé           | Éliminé |
| José Ángel Martínez | 200 m 4 nages      | 2 min 1 s 34 | 38e         | Éliminé      | Éliminé      | Éliminé           | Éliminé |
| Daniel Delgadillo   | 10 km en eau libre | Non disputé  | Non disputé | Non disputé  | Non disputé  | 1 h 53 min 14 s 4 | 17e     |

| Athlète           | Épreuve      | Séries        | Séries | Demi-finales | Demi-finales | Finale   | Finale   |
| Athlète           | Épreuve      | Temps         | Rang   | Temps        | Rang         | Temps    | Rang     |
| ----------------- | ------------ | ------------- | ------ | ------------ | ------------ | -------- | -------- |
| Melissa Rodríguez | 100 m brasse | 1 min 8 s 76  | 30e    | Éliminée     | Éliminée     | Éliminée | Éliminée |
| Melissa Rodríguez | 200 m brasse | 2 min 26 s 87 | 24e    | Éliminée     | Éliminée     | Éliminée | Éliminée |

### Natation synchronisée
| Athlètes                     | Compétition | Programme technique | Programme technique | Programme libre (qualifications) | Programme libre (qualifications) | Programme libre (qualifications) | Programme libre (finale) | Programme libre (finale)  | Programme libre (finale) |
| Athlètes                     | Compétition | Points              | Rang                | Points                           | Total (technique + libre)        | Rang                             | Points                   | Total (technique + libre) | Rang                     |
| ---------------------------- | ----------- | ------------------- | ------------------- | -------------------------------- | -------------------------------- | -------------------------------- | ------------------------ | ------------------------- | ------------------------ |
| Nuria Diosdado Joana Jiménez | Duo         | 86,6190             | 13e                 | 86,5333                          | 173,1523                         | 12e                              | 86,5667                  | 173,1857                  | 12e                      |

### Pentathlon moderne
| Athlète         | Compétition           | Escrime (épée, une touche) | Escrime (épée, une touche) | Natation (200 m nage libre) | Natation (200 m nage libre) | Natation (200 m nage libre) | Équitation (saut d'obstacles) | Équitation (saut d'obstacles) | Équitation (saut d'obstacles) | Combiné course/tir (3 200 m / pistolet à 10 m) | Combiné course/tir (3 200 m / pistolet à 10 m) | Combiné course/tir (3 200 m / pistolet à 10 m) | Total | Rang |
| Athlète         | Compétition           | Rang                       | Points                     | Temps                       | Rang                        | Points                      | Pénalités                     | Rang                          | Points                        | Temps                                          | Rang                                           | Points                                         | Total | Rang |
| --------------- | --------------------- | -------------------------- | -------------------------- | --------------------------- | --------------------------- | --------------------------- | ----------------------------- | ----------------------------- | ----------------------------- | ---------------------------------------------- | ---------------------------------------------- | ---------------------------------------------- | ----- | ---- |
| Duilio Carrillo | Compétition masculine | 20e                        | 202                        | 2 min 4 s 8                 | 21e                         | 302                         | -                             | 33e                           | EL                            | 11 min 31 s 68                                 | 22e                                            | 609                                            | 1 113 | 33e  |
| Álvaro Sandoval | Compétition masculine | 31e                        | 167                        | 2 min 2 s 52                | 17e                         | 305                         | -                             | 33e                           | EL                            | 11 min 26 s 30                                 | 21e                                            | 614                                            | 1 086 | 35e  |
| Mariana Arceo   | Compétition féminine  | 29e                        | 184                        | 2 min 16 s 65               | 23e                         | 277                         | 7                             | 14e                           | 293                           | 12 min 32 s 16                                 | 16e                                            | 548                                            | 1 302 | 16e  |
| Mayan Oliver    | Compétition féminine  | 22e                        | 196                        | 2 min 24 s 16               | 32e                         | 262                         | 7                             | 10e                           | 293                           | 12 min 21 s 48                                 | 12e                                            | 559                                            | 1 310 | 15e  |

### Plongeon
| Athlète                    | Compétition                      | Éliminatoires | Éliminatoires | Demi-finale | Demi-finale | Finale  | Finale  |
| Athlète                    | Compétition                      | Points        | Rang          | Points      | Rang        | Points  | Rang    |
| -------------------------- | -------------------------------- | ------------- | ------------- | ----------- | ----------- | ------- | ------- |
| Osmar Olvera               | Tremplin à 3 mètres              | 442,45        | 9e            | 384,40      | 14e         | Éliminé | Éliminé |
| Rommel Pacheco             | Tremplin à 3 mètres              | 479,25        | 3e            | 437,65      | 6e          | 428,75  | 6e      |
| Iván García                | Haut-vol à 10 mètres             | 316,95        | 24e           | Éliminé     | Éliminé     | Éliminé | Éliminé |
| Andrés Villareal           | Haut-vol à 10 mètres             | 410,30        | 9e            | 405,55      | 11e         | 381,75  | 12e     |
| Yahel Castillo Juan Celaya | Tremplin à 3 mètres synchronisé  | Non disputé   | Non disputé   | Non disputé | Non disputé | 400,14  | 4e      |
| José Balleza Kevin Berlín  | Haut-vol à 10 mètres synchronisé | Non disputé   | Non disputé   | Non disputé | Non disputé | 407,31  | 4e      |

| Athlète                            | Compétition                      | Éliminatoires | Éliminatoires | Demi-finale | Demi-finale | Finale   | Finale                              |
| Athlète                            | Compétition                      | Points        | Rang          | Points      | Rang        | Points   | Rang                                |
| ---------------------------------- | -------------------------------- | ------------- | ------------- | ----------- | ----------- | -------- | ----------------------------------- |
| Arantxa Chávez                     | Tremplin à 3 mètres              | 190,35        | 37e           | Éliminée    | Éliminée    | Éliminée | Éliminée                            |
| Aranza Vázquez                     | Tremplin à 3 mètres              | 294,30        | 8e            | 318,60      | 4e          | 303,45   | 6e                                  |
| Gabriela Agúndez                   | Haut-vol à 10 mètres             | 297,65        | 12e           | 337,30      | 4e          | 358,50   | 4e                                  |
| Alejandra Orozco                   | Haut-vol à 10 mètres             | 308,10        | 9e            | 301,40      | 12e         | 322,05   | 6e                                  |
| Dolores Hernández Carolina Mendoza | Tremplin à 3 mètres synchronisé  | Non disputé   | Non disputé   | Non disputé | Non disputé | 275,10   | 4e                                  |
| Gabriela Agúndez Alejandra Orozco  | Haut-vol à 10 mètres synchronisé | Non disputé   | Non disputé   | Non disputé | Non disputé | 299,70   | Médaille de bronze, Jeux olympiques |

### Softball
| Tour préliminaire   | Tour préliminaire   | Tour préliminaire      | Tour préliminaire   | Tour préliminaire      | Tour préliminaire | Finale / 3e place   | Finale / 3e place |
| Adversaire Résultat | Adversaire Résultat | Adversaire Résultat    | Adversaire Résultat | Adversaire Résultat    | Rang              | Adversaire Résultat | Rang              |
| ------------------- | ------------------- | ---------------------- | ------------------- | ---------------------- | ----------------- | ------------------- | ----------------- |
| Canada Défaite 0-4  | Japon Défaie 2-3    | États-Unis Défaite 0-2 | Italie Victoire 5-0 | Australie Victoire 4-1 | 4e                | Canada Défaite 2-3  | 4e                |

### Taekwondo
| Athlète         | Compétition          | Huitièmes de finale | Quarts de finale    | Demi-finales        | Repêchage           | Finale / MB         | Rang |
| Athlète         | Compétition          | Adversaire Résultat | Adversaire Résultat | Adversaire Résultat | Adversaire Résultat | Adversaire Résultat | Rang |
| --------------- | -------------------- | ------------------- | ------------------- | ------------------- | ------------------- | ------------------- | ---- |
| Carlos Sansores | Plus de 80 kg hommes | Sapina Défaite 4-6  | Éliminé             | Éliminé             | Éliminé             | Éliminé             | 11e  |
| Briseida Acosta | Plus de 67 kg femmes | Laurin Défaite 3-21 | Éliminé             | Éliminé             | Éliminé             | Éliminé             | 11e  |

### Tennis
| Athlète                       | Épreuve      | 1/32e de finale      | 1/16e de finale                                 | 1/8e de finale      | Quarts de finale    | Demi-finales        | Finale / MB         | Rang |
| Athlète                       | Épreuve      | Adversaire Résultat  | Adversaire Résultat                             | Adversaire Résultat | Adversaire Résultat | Adversaire Résultat | Adversaire Résultat | Rang |
| ----------------------------- | ------------ | -------------------- | ----------------------------------------------- | ------------------- | ------------------- | ------------------- | ------------------- | ---- |
| Renata Zarazúa                | Simple dames | Doi Défaite 2-6, 3-6 | Éliminée                                        | Éliminée            | Éliminée            | Éliminée            | Éliminée            | 33e  |
| Giuliana Olmos Renata Zarazúa | Double dames | Non disputé          | Badosa / Sorribes Tormo Défaite 2-6, 7-64, 7-10 | Éliminées           | Éliminées           | Éliminées           | Éliminées           | 17e  |

### Tir
| Athlète           | Compétition                  | Qualification | Qualification | Finale  | Finale  |
| Athlète           | Compétition                  | Points        | Rang          | Points  | Rang    |
| ----------------- | ---------------------------- | ------------- | ------------- | ------- | ------- |
| Jorge Orozco      | Trap,                        | 122           | 6e            | 28      | 4e      |
| Edson Ramírez     | Pistolet à air comprimé 10 m | 625,9         | 18e           | Éliminé | Éliminé |
| José Luis Sánchez | Carabine à 50 m 3 positions  | 1154-48x      | 33e           | Éliminé | Éliminé |

| Athlète            | Compétition | Qualification | Qualification | Finale   | Finale   |
| Athlète            | Compétition | Points        | Rang          | Points   | Rang     |
| ------------------ | ----------- | ------------- | ------------- | -------- | -------- |
| Alejandra Ramírez  | Trap,       | 116           | 13e           | Éliminée | Éliminée |
| Gabriela Rodríguez | Skeet,      | 118           | 12e           | Éliminée | Éliminée |

| Athlète                        | Compétition | Qualification 1 | Qualification 1 | Qualification 2 | Qualification 2 | Finale / 3e place  | Finale / 3e place |
| Athlète                        | Compétition | Points          | Rang            | Points          | Rang            | Adversaie Résultat | Rang              |
| ------------------------------ | ----------- | --------------- | --------------- | --------------- | --------------- | ------------------ | ----------------- |
| Jorge Orozco Alejandra Ramírez | Trap        | 138             | 16e             | Éliminés        | Éliminés        | Éliminés           | Éliminés          |

### Tir à l'arc
| Athlète                                         | Compétition         | Tour préliminaire | Tour préliminaire | 1er tour                 | 2e tour                   | 3e tour                | Quarts de finale             | Demi-finales             | Finale / 3e place   | Finale / 3e place                   |
| Athlète                                         | Compétition         | Score             | Rang              | Adversaire Score         | Adversaire Score          | Adversaire Score       | Adversaire Score             | Adversaire Score         | Adversaire Score    | Rang                                |
| ----------------------------------------------- | ------------------- | ----------------- | ----------------- | ------------------------ | ------------------------- | ---------------------- | ---------------------------- | ------------------------ | ------------------- | ----------------------------------- |
| Luis Álvarez                                    | Individuel hommes,  | 662               | 19e               | Furukawa Défaite 3-7     | Éliminé                   | Éliminé                | Éliminé                      | Éliminé                  | Éliminé             | 33e                                 |
| Aída Román                                      | Individuel femmes,  | 665               | 6e                | El Walid Victoire 6-2    | Pitman Défaite 2-6        | Éliminée               | Éliminée                     | Éliminée                 | Éliminée            | 17e                                 |
| Alejandra Valencia                              | Individuel femmes,  | 674               | 4e                | Kazlouskaya Victoire 6-0 | Dziominskaya Victoire 7-3 | Barbelin Victoire 6-0  | Brown Défaite 5-6            | Éliminée                 | Éliminée            | 5e                                  |
| Ana Paula Vázquez                               | Individuel femmes,  | 637               | 32e               | dos Santos Défaite 4-6   | Éliminée                  | Éliminée               | Éliminée                     | Éliminée                 | Éliminée            | 33e                                 |
| Aída Román Alejandra Valencia Ana Paula Vázquez | Par équipes femmes, | 1 976             | 2e                | Non disputé              | Non disputé               | Exemptées              | Allemagne Défaite 2-6        | Éliminées                | Éliminées           | 6e                                  |
| Luis Álvarez Alejandra Valencia                 | Par équipe mixte,   | 1 336             | 4e                | Non disputé              | Non disputé               | Allemagne Victoire 6-2 | Grande-Bretagne Victoire 6-0 | Corée du Sud Défaite 1-5 | Turquie Victoir 6-2 | Médaille de bronze, Jeux olympiques |

### Triathlon
| Athlète           | Compétition | Natation (1,5 km) | Transition 1 | Vélo (40 km)   | Transition 2 | Course (10 km) | Temps           | Résultat |
| ----------------- | ----------- | ----------------- | ------------ | -------------- | ------------ | -------------- | --------------- | -------- |
| Crisanto Grajales | Hommes      | 18 min 23 s       | 41 s         | 57 min 52 s    | 34 s         | 31 min 6 s     | 1 h 48 min 36 s | 31e      |
| Irving Pérez      | Hommes      | 18 min 6 s        | 38 s         | 1 h 1 min 14 s | 30 s         | 33 min 34 s    | 1 h 54 min 2 s  | 46e      |
| Cecilia Pérez     | Femmes      | 20 min 5 s        | 44 s         | Abandon        | Abandon      | Abandon        | Abandon         | Abandon  |
| Claudia Rivas     | Femmes      | Abandon           | Abandon      | Abandon        | Abandon      | Abandon        | Abandon         | Abandon  |

| Athlète           | Natation (250 m) | Transition 1 | Vélo (7 km) | Transition 2 | Course (1,5 km) | Temps           | Résultat |
| ----------------- | ---------------- | ------------ | ----------- | ------------ | --------------- | --------------- | -------- |
| Cecilia Pérez     | 4 min            | 39 s         | 10 min 27 s | 33 s         | 7 min           | 22 min 39 s     | -        |
| Crisanto Grajales | 4 min 2 s        | 35 s         | 9 min 48 s  | 30 s         | 5 min 47 s      | 20 min 42 s     | -        |
| Claudia Rivas     | 4 min 28 s       | 43 s         | 10 min 57 s | 38 s         | 7 min 8 s       | 23 min 54 s     | -        |
| Irving Pérez      | 4 min 8 s        | 37 s         | 10 min 20 s | 29 s         | 6 min 4 s       | 21 min 38 s     | -        |
| Total             | -                | -            | -           | -            | -               | 1 h 28 min 53 s | 16e      |

### Voile
| Athlète            | Compétition         | Régate | Régate | Régate | Régate | Régate | Régate | Régate | Régate | Régate | Régate | Régate      | Régate      | Régate | Total net | Rang final |
| Athlète            | Compétition         | 1      | 2      | 3      | 4      | 5      | 6      | 7      | 8      | 9      | 10     | 11          | 12          | CM     | Total net | Rang final |
| ------------------ | ------------------- | ------ | ------ | ------ | ------ | ------ | ------ | ------ | ------ | ------ | ------ | ----------- | ----------- | ------ | --------- | ---------- |
| Ignacio Berenguer  | RS:X hommes         | 25     | 22     | 18     | 18     | 26     | 26     | 22     | 23     | 20     | 13     | 23          | 22          | EL     | 232       | 23e        |
| Juan Ignacio Pérez | Finn hommes         | 19     | 17     | 16     | 16     | 17     | 17     | 17     | 16     | 14     | 15     | Non disputé | Non disputé | EL     | 145       | 17e        |
| Demita Vega        | RS:X femmes         | 26     | 16     | 15     | 22     | 22     | 19     | 19     | 10     | 20     | 13     | 28          | 13          | EL     | 195       | 18e        |
| Elena Oetling      | Laser Radial femmes | 41     | 21     | 31     | 19     | 23     | 7      | 19     | 32     | 43     | 28     | Non disputé | Non disputé | EL     | 221       | 31e        |